# 三重県立志摩高等学校
三重県立志摩高等学校（みえけんりつしまこうとうがっこう）は、三重県志摩市に所在する公立の高等学校。通称「志摩高（しまこう）」。全国的ではないが、かつて全国高等学校ラグビーフットボール大会へ出場したことのあるラグビー部などの強豪部活で知られている。近鉄志摩線 志摩磯部駅より徒歩で約15分。三重交通バス 磯部バスセンターより徒歩で約10分。

## 設置学科
- 普通科（6学級）
  - 国際コース
  - 情報事務コース
  - 教養一般コース

## 沿革

### 年表
- 1948年（昭和23年）
  - 8月1日[1] - 志摩郡27町村組合立の三重県鵜方高等学校が大日堂[注 1]を校舎として開校[2]。1年生と2年生51名で始まった[2]。
- 1949年（昭和24年）
  - 4月 - 磯部小学校西校舎2棟を借用して、磯部村立の三重県志摩高等学校磯部校舎が開校[3]。
  - 7月1日 - 鵜方高校が県立に移管[1]。女子短期課程を設置[1]。
  - 10月 - 志摩高校磯部校舎が旧避病舎を改築した「光風寮」（男女共用）を設置[4]。
- 1950年（昭和25年）4月 - 志摩高校磯部校舎が三重県磯部高等学校として独立。同年度中に校地整理が完了し、管理棟と第1棟が完成。
- 1951年（昭和26年） - 鵜方高校の新校地・新校舎建設が開始[2]。
- 1952年（昭和27年）3月3日 - 鵜方高校の新校舎（管理棟・第1棟）が完成[1]。
- 1953年（昭和28年） - 磯部高校の第2棟が完成[3]。
- 1954年（昭和29年）
  - 4月1日 - 鵜方高校と磯部高校が統合され、三重県志摩高等学校が発足[3]。鵜方高校を南校舎、磯部高校を北校舎として利用[5]。
  - 11月30日 - 校章・校旗を制定[6]。
- 1955年（昭和30年）
  - 3月25日 - 北校舎第3棟が竣工[6]。
  - 4月1日 - 三重県立志摩高等学校に改称[7]。
  - 9月1日 - 南校舎[注 2]を閉鎖し、北校舎に集約[7]。
- 1957年（昭和32年） - 校歌制定[6]。
- 1962年（昭和37年）8月 - 第1体育館が竣工[6]。
- 1964年（昭和39年）11月 - 光風寮の増改築が完了[6]。
- 1966年（昭和41年）5月 - 運動場拡張工事が完了[6]。
- 1970年（昭和45年）3月 - 武道館とクラブハウスが竣工[6]。
- 1975年（昭和50年）3月 - 光風寮を廃止[6]。
- 1978年（昭和53年）3月 - 特別教室棟竣工[6]。
- 1980年（昭和55年）3月 - 校門・前庭が完成[6]。
- 1981年（昭和56年）6月 - 相撲場の建設と運動場の拡張[6]。
- 1982年（昭和57年）3月 - 第2体育館が竣工[6]。
- 1987年（昭和62年）3月 - 第2グラウンド完成[6]。
- 1989年（平成元年）1月 - 運動場に照明設備を導入[6]。
- 1996年（平成8年）4月1日 - 普通科に国際コース設置。
- 1999年（平成11年）10月6日 - 創立50周年記念式典挙行。
- 2014年（平成26年）4月 - 朝の十分間読書活動や図書委員のお勧め図書を学級文庫に配架する取り組みが評価され、「子どもの読書活動優秀実践校」として文部科学大臣表彰を受ける[8]。

### 開校の経緯
三重県では1948年（昭和23年）5月に新制高等学校が発足し、当時の志摩郡では鳥羽高等女学校（現在の三重県立鳥羽高等学校）と志摩水産学校（現在の三重県立水産高等学校）が新制高校へ移行した。しかし、この2校は郡の北端と南端に位置するため、郡の中央部にも高校を設置してほしいという要望が挙がった。そこで、「志摩新学制実施協議会」が郡内27町村の首長、町村議会代表者、公立学校の校長代表者らを委員として結成され、中央部に志摩郡27町村組合立、定時制課程の普通科高校が三重県の許可の下で設置されることとなった。
学校設置ではまとまったものの、その位置では磯部村と鵜方村の間で誘致合戦となり、最終的には、通学距離を勘案して鵜方村に建てられることが決定、三重県鵜方高等学校として1948年（昭和23年）8月に開校した。この決定に不満を持った磯部村では村立による高校を設置することにし、1949年（昭和24年）4月に全日制課程の普通科と農業科を有する三重県志摩高等学校磯部校舎を設立した。さらに翌1950年（昭和25年）4月には三重県磯部高等学校として独立、順次校地や設備を整えていった。
その後、磯部高校と鵜方高校の間で合意が結ばれ、1954年（昭和29年）4月1日に両校は三重県志摩高等学校として統合された。ただし、校地をどちらにするかはまだ決着せず、暫定的に旧磯部高校を北校舎、旧鵜方高校を南校舎として、北校舎に全日制課程2・3年生と定時制課程の生徒を、南校舎に全日制課程1年生を収容することにした。当時、三重県立高校設置には高校所在地の市町村が校舎を建設して三重県に寄付しなければならないという規定があり、校舎建設に意欲的であった磯部村に集約されることが決定、現在の校地に落ち着くこととなった。これに伴い、南校舎は1955年（昭和30年）9月1日をもって閉校となった。

## 学校行事

### 一覧
- 4月 - 始業式、入学式、遠足
- 6月 - 図書館自主企画、体育祭
- 9月-志摩学フィールドワーク
- 10月 - 志高祭（文化祭）、演劇鑑賞会
- 11月 - 修学旅行
- 12月 -クラスマッチ
- 1月 - 図書館自主企画、卒業生と語る会
- 2月 - マラソン大会
- 3月 - 卒業式、球技大会

### 水高・志摩高フェスタ
2016年（平成28年）11月3日に三重県立水産高等学校と合同で「水高・志摩高フェスタ」を志摩市志摩文化会館で開催した。日常の学習成果発表、作品展、ステージでのイベント、移動水族館などを開催した。

## 部活動

### 運動部
ラグビー部は過去8回全国大会に出場している。 
ラグビー、男子バスケット、 女子バスケット、陸上、ソフトテニス、硬式野球、バドミントン、サッカー、相撲

### 文化部
美術部は地域貢献として空き店舗での臨時ギャラリーの開催、商店街のシャッターへのペインティング、第42回先進国首脳会議（伊勢志摩サミット）のカウントダウンボード制作などを手掛けている。第21回高校生国際美術展」美術の部で最優秀校賞を受賞した。
華道、茶道、美術、家庭、漫画文芸、ボランティア

## 出身者
- 出口栄太郎 - プロゴルファー[12] [13]
- 谷崎重幸 - ラグビー監督[14]、東福岡高監督として花園で4度優勝[15]

## その他
志摩高校は小高い丘の頂上にあり、その下には志摩市立磯部中学校・磯部小学校がある。
在籍生徒数の約95％が志摩市の中学校出身であることから、地域に根差した教育を目指している。
谷村志穂による小説『いそぶえ』では、主人公孝子が通う高等学校として詳しく描写されている。